# Conseil représentatif des régions
Pour les articles homonymes, voir DPD.
Législature 2019-2024
Complexe parlementaire de la république d'Indonésie
Le Conseil des représentants des régions (en indonésien : Dewan Perwakilan Daerah, abrégé en DPD), est une des deux chambres constituant l'Assemblée délibérative du peuple, le parlement bicaméral de l'Indonésie. 
On peut l'assimiler à une chambre haute. La chambre basse étant le Conseil représentatif du peuple (DPR).
Il est issu de l'adoption, en 2001, d'un amendement à la Constitution de 1945. Il fut créé en 2004.

## Composition
Le Conseil représentatif des régions est doté de 136 sièges pourvus selon le système du vote unique non transférable, à raison de quatre sièges pour chacune des 34 provinces d'Indonésie. Les électeurs votent pour un seul candidat dans leur circonscription, et les quatre candidats ayant reçu le plus de voix sont élus. Les partis ne sont pas autorisés à participer à l'élection de cette chambre, les candidats sont par conséquent tous indépendants.
La première élection s'est tenue en 2004 en même temps que celles de la chambre basse, les législatives étant jusque-là uniquement destinées à élire les membres de cette dernière. L'Indonésie ne comptait alors que 32 provinces, soit 128 membres au conseil.

## Rôle
Le rôle du DPD est de :
- Soumettre des propositions de lois, participer à leur discussion et émettre un avis
- Surveiller l'application de certaines lois.

L'autre chambre est le Conseil représentatif du peuple (Dewan Perwakilan Rakyat ou DPR).